# Brooklyn Hays
Brooklyn Sariah Hays (ur. 2004) – amerykańska zapaśniczka walcząca w stylu wolnym. 
Złota medalistka mistrzostw panamerykańskich w 2024. Mistrzyni panamerykańska U-23 w 2025 i druga w 2024 roku. Zawodniczka Pleasant Grove High School z Elk Grove i Augsburg University.